# Drávasztára
Drávasztára (horvátul: Starin) község Baranya vármegyében, a Sellyei járásban.

## Fekvése
A település Sellyétől délre, a horvát-magyar határ közelében fekszik, néhány száz méternyire a Drávától, így az Ormánság legdélebbi fekvésű települései közé tartozik.

### Megközelítése
Legegyszerűbben közúton érhető el, Sellye felől (Drávaiványi érintésével) az 5821-es úton; ugyanez az út köti össze Zalátával és azon keresztül Vajszlóval is. 
A falu határában húzódik, sőt a településközponton is áthalad az EuroVelo nemzetközi kerékpárút-hálózat 13. számú, „Vasfüggöny” útvonalának horvát-magyar határ menti szakasza, amelynek itt ér véget a Drávatamásitól induló 3. számú etapja, és itt kezdődik a Szaporcáig tartó 4. etap.
A települést 1970. decemberéig vasúton is meg lehetett közelíteni. Ekkor szűnt meg a forgalom az 1895.12.22.-én átadott 976. számú Sellye - Drávasztára-Zaláta - Slatina vasútvonalon.

## Vízrajza
A település igen közel fekszik a Drávához, a falu főutcájáról egyenesen eljuthatunk a folyó töltésére. Drávasztára közigazgatási területén több Dráva-holtág is található (pl. Bresztik-tó, Vájás-tó, Adravica), de ezek természetvédelmi jelentősége inkább csak lokális, nem tartoznak természetvédelmi területhez; szabad vízterületüket szórványosan horgászati célra is hasznosítják.

## Története
Írásos emlékekben 1327-ben bukkant fel először Ztara néven János fia Pál de Ztara földesurának nevében, majd 1472-ben Thothstara, 1536-ban pedig Izthara néven fordul elő. Az 1332-es pápai tizedjegyzékben templommal rendelkező faluként írják le.
Birtokosai voltak a Sztáray család, a Garai család, Corvin János, a Perényi család, a sellyei uradalom, a Batthyány család, báró Biedermann család, gróf Draskovics Iván.
A török hódoltság során lakott magyar faluba a horvát betelepülés 1720-1744 között történt. A reformátusokat Sósvertikére telepítették át.
Többször érte katasztrófa: 1828-ban árvíz, 1864-ben kolera, 1891-ben tűzvész pusztította.
Külterülete volt Alsóerzsébet-puszta, Lajos-tanya, Nagyvájás-tanya.
2001-ben lakosságának 58%-a horvát volt.

## Közélete

### Polgármesterei
- 1990–1994: Horváth Ferenc (független)[7]
- 1994–1998: Horváth Ferenc (független)[8]
- 1998–2002: Horváth Ferenc József (független horvát kisebbségi)[9]
- 2002–2006: Horváth Ferenc József (független horvát kisebbségi)[10]
- 2006–2010: Szalay László Józsefné dr. Sáity Borbála (Fidesz)[11]
- 2010–2013: Szalay László Józsefné dr. (Fidesz-KDNP)[12]
- 2014–2014: Dr. Sáity Borbála (független)[13]
- 2014–2019: Matoricz Sándor (független)[14]
- 2019–2022: Matoricz Sándor (független)[15]
- 2022–2024: Matoricz Balázs (független)[16]
- 2024– : Szarka-Dudás Dorisz (független)[1]

A településen 2014. január 26-án időközi polgármester-választást (és képviselő-testületi választást) tartottak, az előző képviselő-testület önfeloszlatása miatt. A választáson a hivatalban lévő polgármester is indult (asszonyneve helyett ezúttal leánykori nevét használva, párttámogatás nélkül), és sikerült is megerősítenie a pozícióját.
2022. július 3-án ismét időközi polgármester-választást kellett tartani a faluban, mert az előző faluvezető 2021. december 19-én elhunyt.

## Népesség
A település népességének változása:
| Lakosok száma | 418  | 400  | 391  | 389  | 378  | 365  | 367  | 365  |
|               | 2013 | 2014 | 2015 | 2019 | 2021 | 2022 | 2023 | 2024 |

A 2011-es népszámlálás során a lakosok 84,9%-a magyarnak, 3,2% cigánynak, 48,1% horvátnak, 0,7% németnek mondta magát (12,7% nem nyilatkozott; a kettős identitások miatt a végösszeg nagyobb lehet 100%-nál). A vallási megoszlás a következő volt: római katolikus 76,2%, református 4,2%, felekezeten kívüli 7,9% (11,7% nem nyilatkozott).
2022-ben a lakosság 85,8%-a vallotta magát magyarnak, 34% horvátnak, 3% németnek, 1,4% cigánynak, 1,4% egyéb, nem hazai nemzetiségűnek (9,3% nem nyilatkozott; a kettős identitások miatt a végösszeg nagyobb lehet 100%-nál). Vallásuk szerint 57% volt római katolikus, 4,1% református, 0,3% evangélikus, 0,3% egyéb keresztény, 3,8% egyéb katolikus, 9% felekezeten kívüli (25,5% nem válaszolt).

## Oktatás
A helyi általános iskolába a 2019/2020-as tanévben 55 tanuló járt.

## Nevezetességei
- Ma álló katolikus temploma 1948-ban épült.
- A horvát kultúra ápolását szolgálják az 1993-ban megalakult Biseri Drave (Dráva Gyöngyei) hagyományőrző tamburazenekar és az emlékszoba, amely az egykori élet tárgyait mutatja be.

Jelentős a marketing- és agrárszakértelem megjelenése a térségben az uniós beruházásoknak köszönhetően.

## Híres emberek
- Itt született Matoricz József színész.